# Torneo WTA de Tokio 2016
El Japan Women's Open 2016 es un torneo de tenis femenino que se juega en pistas cubiertas duras y es parte de los torneos internacionales WTA de la WTA Tour 2016. Se llevará a cabo en Tokio, Japón, del 12 de septiembre al 18 de septiembre de 2016.

## Cabezas de serie

### Individual Femenino
| Tenista             | Ranking | Preclasificada |
| Misaki Doi          | 32      | 1              |
| Yanina Wickmayer    | 38      | 2              |
| Yulia Putintseva    | 42      | 3              |
| Johanna Larsson     | 47      | 4              |
| Madison Brengle     | 50      | 5              |
| Zhang Shuai         | 51      | 6              |
| Christina McHale    | 55      | 7              |
| Kateryna Bondarenko | 59      | 8              |

- Ranking del 29 de agosto de 2016

### Dobles femeninos
| Tenista                              | Ranking | Preclasificada |
| Xu Yifan Zheng Saisai                | 46      | 1              |
| Kateryna Bondarenko Chuang Chia-jung | 98      | 2              |
| Aleksandra Krunić Kateřina Siniaková | 99      | 3              |
| Liang Chen Yang Zhaoxuan             | 114     | 4              |

## Campeonas

### Individual femenino
Christina McHale venció a  Kateřina Siniaková por 3-6, 6-4, 6-4

### Dobles femenino
Shuko Aoyama /  Makoto Ninomiya vencieron a  Jocelyn Rae /  Anna Smith por 6-3, 6-3